# 陳文衡 (隆慶進士)
陳文衡（1537年—1595年），字惟平，號瞻岳，江西饒州府鄱陽縣人，民籍，明朝政治人物。

## 生平
嘉靖四十三年（1564年）甲子科江西鄉試第六十三名舉人。隆慶二年（1568年）中式戊辰科會試第五十二名，三甲第九十名進士。授仁和县知县，擢刑部湖廣司主事，万历二年（1574年）四月改湖廣道御史，巡按直隶、宣大。降调庐州府推官，六年丁父憂，服除，起補登州府推官，升南京工部主事，改南吏部考功司主事。张居正死後，由南京吏部稽勋司郎中擢升廣東罗定兵备副使，十九年四月升任湖廣右參政。二十一年升山东按察使青州兵备，二十三年改广西右布政，卒于官，享年五十九。

## 家族
曾祖陳斆先；祖父陳餘慶；父陳明，號月溪。前母史氏；母許氏；繼母李氏。具庆下。弟文衍。